# Mieczysław Tarnowski
Mieczysław Tarnowski (ur. 25 grudnia 1945 w Mönchengladbach, zm. 11 maja 1991 w Wałbrzychu) – polski działacz związkowy, senator I kadencji, górnik.

## Życiorys
Był absolwentem Technikum Górniczego w Wałbrzychu, następnie pracował jako górnik szybowy w Kopalni Węgla Kamiennego „Wałbrzych”. Do 1981 należał do Polskiej Zjednoczonej Partii Robotniczej. We wrześniu 1980 wstąpił do „Solidarności”. Stan wojenny zastał go w czasie wyjazdu związkowej delegacji do Szwajcarii. Powrócił do Polski 1 lutego 1983, przez następne lata wielokrotnie represjonowany przez Służbę Bezpieczeństwa, pozbawiony możliwości pracy zawodowej. W 1986 przeszedł na rentę. W 1989 został wybrany na senatora I kadencji z ramienia Komitetu Obywatelskiego z województwa wałbrzyskiego. Zmarł w trakcie sprawowania mandatu.
Pochowany na cmentarzu komunalnym w Wałbrzychu.